# Mikio Mizuta
Mikio Mizuta (水田 三喜男, Mizuta Mikio) est un homme politique japonais né le 13 avril 1905 et mort le 22 décembre 1976.